# Ґорані
Ґорані (курд. گۆرانی, Goranî), інколи Хеврамі (курд. ھەورامی, Hewramî) — говір курдської мови, що належить до західно-іранської підгрупи іранських мов. Поширена в Іраку та Ірані, ним розмовляє курдське населення Ірану. Найближчим говором до ґорані є зазакі, західний говір.